# Зосненское имение
Зосненское имение (латыш. Zosnas muiža) — памятник архитектуры государственного значения в Латвии, в Лузнавской волости Резекненского края, на территории Разненского национального парка.
Первые сведения об имении датированы 1775 годом. Известно, что тогда имением владел бригадир Сибирского полка Густав фон Штрандман. Кроме того, в литературе упоминается и фольварк с таким же названием, принадлежащий бригадиру Акиму Бердяге. Принято считать, что князья Голицыны приобрели эти земли в середине XIX века, а строительство здания имения, сохранившегося и поныне, было закончено в 1870 году. Над входом в дом была построена богато декорированная башенка. В конце XIX века были созданы деревянные элементы для наружного оформления дома, напоминающего баварское жилище.
Сохранившееся здание можно назвать новым господским домом, так как существовал ещё один, более старый господский дом. От него остался лишь фундамент, поскольку старое здание имения было сожжено в 1905 году во время крестьянских волнений. Сохранились до наших дней дом управляющего (1880 год) и дом для прислуги (дом кучера), впрочем, построенный ещё при прежних хозяевах в 1820 году. И дом управляющего, и дом кучера являются памятниками архитектуры местного значения.
От каменных ворот на 2006 год остался лишь небольшой элемент кирпичной кладки. До наших дней сохранился небольшой парк, ранее славившийся как дендрарий, где когда-то насчитывалось около сорока видов различных деревьев и кустов. Дом на берегу озера использовался исключительно как летняя дача, на одном из островов озера была сделана беседка. В начале XX века в имении располагалась школа плетения из лозы. Потом долгие годы в нём была размещена Зосненская основная школа.
На территории имения находится римско-католическая церковь, построенная в 1800 году, известная алтарной картиной «Мадонна с ребёнком» и распятием, более древним, чем сама церковь.